# (429084) Dietrichrex
(429084) Dietrichrex ist ein im mittleren Hauptgürtel gelegener Asteroid. Er wurde am 13. September 2009 von den deutschen Amateurastronomen Mathias Busch und Rainer Kresken an der Optical Ground Station der ESA in Teneriffa (IAU-Code J04) entdeckt. Sichtungen des Asteroiden hatte es vorher schon im März und April 2007 unter den vorläufigen Bezeichnungen 2007 GG3 und 2007 EF134 im Rahmen des Mount Lemmon Survey gegeben.
Der Asteroid gehört zur Maria-Familie, einer nach (170) Maria benannten Gruppe von Asteroiden. Die zeitlosen (nichtoskulierenden) Bahnelemente von (429084) Dietrichrex sind fast identisch mit denjenigen drei weiterer Asteroiden: (69038) 2002 XU44, (161797) 2006 VL45 und (518427) 2002 QK65.
(429084) Dietrichrex wurde am 12. Juli 2017 nach dem deutschen Raumfahrtingenieur Dietrich Rex (1934–2016) benannt. Der Vulkankrater Dietrich Patera auf dem Planeten Venus hingegen war 2003 nach Marlene Dietrich benannt worden.